# アレン・ダヴィオー
アレン・ダヴィオー（Allen Daviau,1942年6月14日 - 2020年4月15日） はアメリカ合衆国ルイジアナ州ニューオリンズ出身の映画撮影監督。作家のアン・ライスとはいとこ同士。

## 来歴
1970年代はじめからテレビの撮影に携わるようになり、その後スティーヴン・スピルバーグやバリー・レヴィンソン等の作品の撮影を担当する。アカデミー撮影賞に5回ノミネートされた（「E.T.」「カラーパープル」「太陽の帝国」「わが心のボルチモア」「バグジー」）が、受賞は果たせなかった。
撮影を手掛けたCMは千本を超える。
2020年4月15日、2019新型コロナウイルス（COVID-19）による合併症が原因で死去。77歳没。
アレンは近年、モーションピクチャー&テレビジョン基金（MPTF）がロサンゼルス郊外、ウッドランドヒルズに設立した保養施設、MPTFハウス&ホスピタルで生活していたが、この施設で院内アウトブレイクが発生。アレンの他にも、俳優のアレン・ガーフィールド、アニメーターのアン・サリヴァンなどがこの院内感染で亡くなっている。

## 主な作品
- E.T. E.T. (1982)
- トワイライトゾーン/超次元の体験 Twilight Zone: The Movie (1983)
- コードネームはファルコン The Falcon and the Snowman (1985)
- カラーパープル The Color Purple (1985)
- ハリーとヘンダスン一家 Harry and the Hendersons (1987)
- 太陽の帝国 Empire of the Sun (1987)
- わが心のボルチモア Avalon (1990)
- バグジー Bugsy (1991)
- フィアレス Fearless (1993)
- コンゴ Congo (1995)
- ノイズ The Astronaut's Wife (1999)
- アトランティスのこころ Hearts in Atlantis (2001)
- ヴァン・ヘルシング Van Helsing (2004)